# Hans Hilti
Hans Hilti (* 5. Oktober 1901; † 18. August 1973) war ein liechtensteinischer Metzgermeister und Politiker.

## Biografie
Hans Hilti wurde 1901 als eines von elf Kindern des Schaaner Metzgermeisters Joseph Hilti (1867–1935) und dessen Frau Walburga (1875–1930, geborene Quaderer) geboren. Zu seinen Geschwistern zählen unter anderem der Bildhauer Gottfried Hilti, der Unternehmer Toni Hilti, sowie die Gründer des Bohrmaschinenherstellers „Hilti“, Eugen Hilti und Martin Hilti.
Hilti, von Beruf wie sein Vater Metzgermeister in Schaan, war von 1957 bis 1963 Mitglied im Gemeinderat von Schaan. Von 1958 bis 1966 war er für die Vaterländische Union stellvertretender Abgeordneter im Landtag des Fürstentums Liechtenstein. Des Weiteren war Hilti Vizepräsident des Gewerbeverbandes.